# Dada (revue)
Pour les articles homonymes, voir Dada.
Cet article concerne le mensuel d'art. Pour la revue dirigée par Tristan Tzara, voir DADA (revue).
Dada est une revue mensuelle d'initiation à l'art, créée fin 1991. Chaque numéro traite d'un artiste, d'un courant ou d'un thème artistique, des origines de l'art à nos jours. Aujourd'hui sous-titrée « La première revue d'art », Dada s'adresse d'abord à un public jeune, et de manière générale à tous ceux qui désirent avoir une première approche de l'art.
Avec plusieurs milliers d'écoles et de collèges parmi ses abonnés, Dada est notamment une référence dans l'univers de l'éducation. Elle a reçu en 2010 le label de l'ANCP, Association Nationale des Conseillers Pédagogiques.

## L'historique
- 1991 : Heliane Bernard et Christian-Alexandre Faure créent la revue Dada, Première revue d'art pour enfants[3]. Le premier numéro paraît en décembre 1991.

Extraits du premier éditorial, définissant le projet de Dada :
« Pourquoi une revue d’art pour enfants ? Jusqu’à présent, aucune revue d’art ne s’était adressée aux enfants. Pourtant, l’initiation à l’art devrait commencer par eux. Il faut, pour bien regarder adulte, pour accéder à l’amour de l’art, pour donner envie de créer, avoir le bonheur de recevoir des clés. Elles ouvrent des portes merveilleuses. Pourquoi Dada ? En prenant ce titre, nous rendons hommage à l’un des mouvements artistiques les plus fondamentaux du siècle, mouvement éphémère mais essentiel par ses propositions innovantes, sa générosité, sa remise en cause des poncifs de l’académisme, la participation d’artistes très jeunes. […] Dada est une revue qui ouvre l’œil sur les différentes tendances de l’art actuel et sur tous les modes de créations d’aujourd’hui. Mais elle a aussi, comme un fil conducteur, des regards sur le passé et l’histoire de l’art qui éclaireront les cultures et nos façons de penser. »
Son sous-titre évolue dès le no 2, paru en février 1992 : Dada, Première revue d'art pour enfants de 6 à 106 ans.
- 1994 : après douze numéros publiés de façon indépendante, la revue Dada rejoint les éditions Mango. Les deux fondateurs de la revue continuent à en assurer la direction.
- 2003 : à la suite du rachat des éditions Mango par le groupe Média-Participations, Heliane Bernard et Alexandre Faure décident de quitter la revue Dada[4]. L’ensemble de l’équipe rédactionnelle les suit dans cette décision. La revue évolue et Jean Poderos devient rédacteur en chef. Dada fête son 100e numéro autour du thème de l'autoportrait.
- 2005 : Brigitte Stephan et Didier Baraud, par ailleurs créateurs des éditions Palette, reprennent la direction de la revue. Celle-ci s'enrichit d'une nouvelle rubrique : huit pages sont dorénavant consacrées à l'actualité culturelle (expositions, livres, spectacles…).
- 2008 : la revue Dada est rachetée par les éditions Arola, créées par Antoine Ullmann, un ancien membre de la rédaction[5]. Christian Nobial, arrivé à Dada en 2004, continue à coordonner la rédaction avec lui.

## Le contenu
La revue Dada est organisée autour de trois grandes rubriques, qui sont autant de manières différentes d'aborder l'art :
- Dossier : chaque mois, une série d'articles sur un artiste, un courant ou un thème artistique. Ces articles sont abondamment illustrés avec des reproductions d'œuvres d'art. Ils présentent les principaux aspects de l'artiste ou du thème étudié, en le replaçant dans son contexte et en ouvrant sur les échos qu'il a produit sur l'art plus récent. Cette partie se termine par un glossaire, « l'abcd'art ».
- Ateliers : suivent deux ateliers, qui abordent le thème du dossier, mais par la pratique (peinture, dessin, sculpture, collage…).
- aRtualités : une sélection d'expositions et de livres choisis dans l'actualité culturelle, et un musée présenté à travers une BD et un jeu.

Certains numéros sont réalisés en partenariat avec un grand musée français, comme le Louvre, le Centre Pompidou, le Musée d'art contemporain de Lyon, le musée Fabre, la RMN - Grand Palais, le MAC/VAL…

## La rédaction
La rédaction est dirigée par Antoine Ullmann. Il conçoit et coordonne chaque numéro avec Christian Nobial. Parmi les contributeurs, on trouve des enseignants, des artistes (comme Olivier Morel), des historiens de l'art, des collaborateurs de grands musées, des auteurs spécialisés.
À chaque numéro, Dada confie l'illustration de ses ouvertures de rubrique à un illustrateur contemporain différent (comme Blexbolex, Killoffer, Betty Bone…).
Dada est également publié aux Pays-Bas, dans une version traduite par les éditions Plint.

## Les dossiers

### Les numéros
La revue Dada couvre toutes les époques de l'histoire de l'art. D'abord thématiques, les dossiers sont ensuite devenus de plus en plus souvent monographiques, avec une dominante pour l'art moderne et contemporain :
- Picabia, no 265, juin 2022
- Gaudi, no 264, mai 2022
- L'art des Pharaons, no 263, avril 2022
- Tinguely, no 262, mars 2022
- Bleu, no 261, février 2022
- Goya, no 260, janvier 2022
- Invader, no 259, novembre 2021
- Art aborigène, no 258, octobre 2021
- Vivian Maier, no 257, septembre 2021
- Dürer, no 256, juin 2021
- Signac, no 255, mai 2021
- Arcimboldo & Cie, no 254, avril 2021
- Art déco, no 253, mars 2021
- Rouge, no 252, février 2021
- Aztèques, Mayas, Olmèques..., no 251, janvier 2021
- Artistes femmes, no 250, novembre 2020
- Soutine, no 249, octobre 2020
- Méliès, no 248, septembre 2020
- Botticelli, no 247, juin 2020
- Architecture XXL, no 246, mai 2020
- Banksy, no 245, avril 2020
- Pompéi, no 244, mars 2020
- Raoul Dufy, no 243, février 2020
- Soulages, no 242, janvier 2020
- Land art, no 241, novembre 2019
- El Greco, no 240, octobre 2019
- Charlie Chaplin, no 239, septembre 2019
- Dora Maar, no 238, juin 2019
- Dubuffet, no 237, mai 2019
- Black is beautiful, no 236, avril 2019
- Les impressionnistes, no 235, mars 2019
- Giacometti, no 234, février 2019
- Pixel art, no 233, janvier 2019
- Le cubisme, no 232, novembre 2018
- Schiele, no 231, octobre 2018
- Art nouveau, no 230, septembre 2018
- Musée d'Orsay, no 229, juin 2018
- Frida Kahlo, no 228, mai 2018
- Delacroix, no 227, avril 2018
- Abstrait !, no 226, mars 2018
- Trompe-l'oeil, no 225, février 2018
- Botero, no 224, janvier 2018
- Klimt, no 223, novembre 2017
- Degas, no 222, octobre 2017
- Portraits, no 221, septembre 2017
- L'art de la caricature, no 220, juin 2017
- Fernand Léger, no 219, mai 2017
- Camille Claudel, no 218, avril 2017
- Il était une fois le cinéma, no 217, mars 2017
- Vermeer, no 216, février 2017
- Pissarro, no 215, janvier 2017
- Street art, no 214, novembre 2016
- Hergé, no 213, octobre 2016
- Magritte, no 212, septembre 2016
- Art'chitecture, no 211, juin 2016
- Paul Klee, no 210, mai 2016
- Albert Marquet, no 209, avril 2016
- Modigliani, no 208, mars 2016
- Bosch, no 207, février 2016
- Le pointillisme, no 206, janvier 2016
- Art brut, no 205, novembre 2015
- Andy Warhol, no 204, octobre 2015
- Made in France, no 203, septembre 2015
- Gauguin, no 202, juin 2015
- Le Corbusier, no 201, mai 2015
- L'enfance de l'art, no 200, avril 2015
- Bonnard, no 199, mars 2015
- Vélasquez, no 198, février 2015
- Miyazaki, no 197, janvier 2015
- Les monstres, no 196, novembre 2014
- Duchamp, no 195, octobre 2014
- Niki de Saint Phalle, no 194, septembre 2014
- Picasso, no 193, juin 2014
- L'art entre en Guerre, no 192, mai 2014
- Art Antique Remix, no 191, avril 2014
- Cartier-Bresson, no 190, mars 2014
- De Disney à Pixar, no 189, février 2014
- Brueghel, no 188, janvier 2014
- Art$$$ - Le grand marché, no 187, novembre 2013
- Vallotton, no 186, octobre 2013
- Préhisto'art, no 185, septembre 2013
- Roy Lichtenstein, no 184, juin 2013
- Miro, no 183, mai 2013
- Keith Haring, no 182, avril 2013
- Chagall, no 181, mars 2013
- Hokusai, Hiroshige et les maîtres de l'ukiyoe, no 180, février 2013
- Van Gogh, no 179, janvier 2013
- Dali, no 178, novembre 2012
- Arts premiers, no 177, octobre 2012
- Toulouse-Lautrec, no 176, septembre 2012
- Caravage, no 175, juin 2012
- Vasarely, no 174, mai 2012
- La ville, no 173, avril 2012
- Matisse, no 172, mars 2012
- Tim Burton, no 171, février 2012
- Cézanne, no 170, janvier 2012
- Léonard de Vinci, no 169, novembre 2011
- Les jouets, no 168, octobre 2011
- Les surréalistes, no 167, septembre 2011
- Orient / Occident, no 166, juin 2011
- Rodin, no 165, mai 2011
- Made in Mexico, no 164, avril 2011
- Le paysage, no 163, mars 2011
- La bande dessinée : un 9e art, no 162, février 2011
- Mondrian, no 161, janvier 2011
- Photo, no 160, novembre 2010
- Basquiat, no 159, octobre 2010
- Monet, no 158, septembre 2010
- Edward Hopper, no 157, juin 2010
- Qu'est-ce qu'un chef-d'œuvre ?, no 156, mai 2010
- Made in Russia, no 155, avril 2010
- Ben, no 154, mars 2010
- Turner, no 153, février 2010
- Le dessin, no 152, janvier 2010
- Art et religions, no 151, novembre 2009
- L'art contemporain, no 150, octobre 2009
- Renoir, et après, no 149, septembre 2009
- Graffiti, no 148, juin 2009
- Tati, no 147, mai 2009
- Calder, no 146, avril 2009
- Warhol étire le portrait, no 145, mars 2009
- Les Expressionnistes, no 144, février 2009
- Égypte éternelle, no 143, janvier 2009
- Manet, Picasso et les autres, no 142, novembre 2008
- Le futurisme, no 141, octobre 2008
- Pollock, no 140, septembre 2008
- César, no 139, juin 2008
- MAC/VAL, no 138, mai 2008
- Made in China !, no 137, avril 2008
- Les Fauves, no 136, mars 2008
- Goya, no 135, février 2008
- Keith Haring, no 134, janvier 2008
- Le design au XXe siècle, no 133, décembre 2007
- Giacometti, no 132, novembre 2007
- Courbet, no 131, octobre 2007
- Arcimboldo, no 130, septembre 2007
- Picasso cubiste, no 129, juin 2007
- L'art brut, no 128, mai 2007
- L'architecture, no 127, avril 2007
- Les Nouveaux Réalistes, no 126, mars 2007
- Voyage au Centre Pompidou, no 125, janvier 2007
- Total Japan !, no 124, décembre 2006
- Maurice Denis, no 123, novembre 2006
- La photographie, no 122, octobre 2006
- Yves Klein, no 121, septembre 2006
- Les arts premiers, no 120, juin 2006
- L'art dans la rue, no 119, mai 2006
- Le fil de l'Art, Mode et textile, no 118, avril 2006
- Le Douanier Rousseau, no 117, mars 2006
- Ingres et après…, no 116, janvier 2006
- Dans l'atelier, no 115, décembre 2005
- Made in America, no 114, novembre 2005
- Tout est Dada, no 113, octobre 2005
- L'Or, no 112, septembre 2005
- L'idiotie et le burlesque, no 111, juin 2005
- L'art cinétique, no 110, mai 2005
- L'esquisse, no 109, avril 2005
- Matisse, tout en découpages, no 108, mars 2005
- La Préhistoire, no 107, janvier 2005
- Noir, no 106, décembre 2004
- Gourmandise, no 105, novembre 2004
- La route de la soie, no 104, octobre 2004
- Paix contre guerre, no 103, septembre 2004
- New York, no 102, juin 2004
- L'art Concret, no 101, mai 2004
- L'Autoportrait, no 100, avril 2004
- La Chine, no 99, mars 2004
- Collection, no 98, janvier 2004
- Blanc !, no 97, décembre 2003
- Botticelli, no 96, novembre 2003
- Gauguin à Tahiti, no 95, octobre 2003
- Edouard Vuillard, no 94, septembre 2003
- Les singuliers de l'art, no 93, juin 2003
- La main, no 92, mai 2003
- Le Bauhaus, no 91, avril 2003
- Nicolas de Staël, no 90, mars 2003
- Chagall, no 89, janvier 2003
- Océanie Arts Premiers, no 88, décembre 2002
- Paysage, no 87, novembre 2002
- Francis Picabia, no 86, octobre 2002
- Manet, no 85, septembre 2002
- L'éloge du Pain, no 84, juin 2002
- Art et Théâtre, no 83, mai 2002
- Les cinq sens, no 82, avril 2002
- Le surréalisme, no 81, mars 2002
- Le Dadaïsme, no 80, janvier 2002
- Art et Jeux, no 79, décembre 2001
- La Mer, no 78, novembre 2001
- Giacometti, no 77, octobre 2001
- Dubuffet, no 76, septembre 2001
- Métissage, no 75, juin 2001
- L'Affiche, no 74, mai 2001
- Jardins d'Artistes, no 73, avril 2001
- La Trace, no 72, mars 2001
- Les Années Pop, no 71, janvier 2001
- Léonard de Vinci, no 70, décembre 2000
- Le Portrait, no 69, novembre 2000
- Matisse, no 68, octobre 2000
- La Cité Idéale, no 67, septembre 2000
- Afrique, Arts Premiers, no 66, juin 2000
- Picasso sculpteur, no 65, mai 2000
- La Beauté, no 64, avril 2000
- Soleils Mexicains, no 63, mars 2000
- Le Temps, Vite, no 62, janvier 2000
- Portes pour l'an 2000, no 61, décembre 1999
- L'art des Fauves, no 60, novembre 1999
- Art et citoyenneté, no 59, octobre 1999
- Rembrandt, no 58, septembre 1999
- L'eau, no 57, juin 1999
- Le Vitrail, no 56, mai 1999
- Le Chat, no 55, avril 1999
- Van Gogh, no 54, mars 1999
- L'écriture, no 53, janvier 1999
- La Lumière, no 52, décembre 1998
- L'arbre, no 51, novembre 1998
- La Chine, no 50, octobre 1998
- Gauguin, no 49, septembre 1998
- Le Sport, no 48, juin 1998
- La Tolérance, no 47, mai 1998
- Delacroix, no 46, avril 1998
- L'Égypte, no 45, mars 1998
- Le mouvement Cobra, no 44, janvier 1998
- L'art Sacré, no 43, décembre 1997
- le Cirque, no 42, novembre 1997
- Le bleu, no 41, octobre 1997
- Le Cheval, no 40, septembre 1997
- Art et Sciences, no 39, juin 1997
- Icare, no 38, mai 1997
- Rodin, no 37, avril 1997
- Fernand Léger, no 36, mars 1997
- Art et BD, no 35, janvier 1997
- Les Anges, no 34, décembre 1996
- L'Estampe, no 33, novembre 1996
- Picasso, no 32, octobre 1996
- Art et préhistoire, no 31, septembre 1996
- Art et Polaroïd, no 30, juin 1996
- Art et enfant, no 29, mai 1996
- Art et saveurs, no 28, avril 1996
- Art et correspondance, no 27, mars 1996
- Vermeer, no 26, janvier 1996
- Art et jouets, no 25, décembre 1995
- Barcelone, no 24, novembre 1995
- L'art brut, no 23, octobre 1995
- Cézanne, no 22, septembre 1995
- La Forêt, no 21, juin 1995
- Art et cinéma, no 20, mai 1995
- La Tunisie, no 19, avril 1995
- Art et vêtement, no 18, mars 1995
- Naples, no 17, février 1995
- Poussin, no 16, décembre-janvier 1995
- Mondrian, no 15, novembre-décembre 1994
- La Ville, no 14, octobre-novembre 1994
- La campagne, no 13, octobre 1993
- La paix, no 12, septembre 1993
- Goya, Rousseau, no 11, mai 1993
- Le surréalisme, no 10, avril 1993
- Le Titien, no 09, mars 1993
- Matisse, no 08, janvier 1993
- L'expressionnisme, no 07, décembre 1992
- L'Amérique latine, no 06, mai 1992
- Tapiès, Braque, no 05, septembre-octobre 1992
- Le Gac, Buren, no 04, mai-juin 1992
- Alchechinsky, les vikings, no 03
- Tinguely, Picasso, no 02
- L'action painting, no 01, décembre 1991-janvier 1992

### Les hors-série
- Tal Coat, hors-série no 07, septembre 2020
- Le musée de Picardie, hors-série no 06, mars 2020
- Le musée des beaux-arts et d'archéologie de Besançon, hors-série no 05, décembre 2018
- Le château des Ducs de Bretagne, hors-série no 04, avril 2018
- Yves Saint-Laurent, hors-série no 03, septembre 2017
- Le Cyclop - Tinguely, hors-série no 02, juin 2013
- Buren, hors-série no 01, mai 2012